# Operazione Chopper
L'operazione Chopper (in inglese Operation Chopper) fu la prima operazione di combattimento a coinvolgere in modo significativo le forze statunitensi durante la guerra del Vietnam. Ebbe luogo il 12 gennaio 1962. Il termine chopper, nello slang, sta per elicottero.
Nel dicembre del 1961, la marina statunitense attraccò a Saigon dove sbarcò 82 elicotteri da guerra CH-21 Shawnee con equipaggio americano che avrebbero dovuto supportare le forze armate sudvietnamite. L'operazione Chopper ebbe inizio poco più di 10 giorni dopo.
Gli elicotteri trasportarono un migliaio di paracadutisti sudvietnamiti 10 km a ovest di Saigon, in una locazione in cui si sospettava la presenza di una roccaforte viet cong. La spedizione ebbe successo, e i paracadutisti catturarono anche un'importante trasmittente radio.
Con l'operazione Chopper l'esercito americano sperimentò per la prima volta una tattica militare basata sulla mobilità aerea (la "cavalleria dell'aria"), che in seguito sarebbe diventata un elemento tipico del warfare statunitense in Vietnam. Il precedente più importante era costituito dall'impiego di un battaglione di 12 elicotteri nel 1952, durante la guerra di Corea.